# El guardián de las melodías perdidas
El guardián de las melodías perdidas es un disco del grupo español de Folk/Heavy Metal y Power Metal, Saurom (en ese entonces llamado Saurom Lamderth), lanzado el 11 de septiembre de 2001.

## Formación
- Narci Lara el Juglar: voz, guitarra rítmica, solista y acústica, laúd, flauta traversera y flautas de pico;
- Antonio Ruiz Donovan: batería;
- Raúl Rueda Raulito: guitarra solista y acústicas;
- Francisco Garrido Paco: teclados, efectos, violín, gaita, whistle, flauta de pico y coros;
- José A. Gil Josele: bajo;
- Manuel Hernández Cruz Manu: saltos, malabarismos y contorsionismos.

## Colaboraciones

### Los Escuderos de Saurom
- Paco Butrón Rey Hobbutron: Coros
- Coral Rivas Lobo: Coros
- Oscar Pérez de la Lastra: Coros
- Paola Castillo: Coros
- Rafa Pavón: Fagot
- Manolo Serrano: Clarinete
- Ildefonso Bollullo: Oboe
- Alberto Lara Tito: Guitarra clásica
- Susana Periñán: Coros en "El Flautista"
- María José Espada: Coros en "El Flautista"
- Juan Garrido Ramos: Bajo, voz y coros en "La Ley de las Hadas" y "El Flautista"

## Lista de canciones
| N.º | Título                                                 | Duración |  |
| 1.  | «El guardián de las melodías perdidas» (Intro)         | 1:30     |  |
| 2.  | «Regreso a las Tierras Medias»                         | 2:26     |  |
| 3.  | «El saltimbanqui»                                      | 5:01     |  |
| 4.  | «Saloma»                                               | 5:00     |  |
| 5.  | «La ley de las Hadas»                                  | 3:28     |  |
| 6.  | «Canto das Sireas (Susurros)»                          | 4:38     |  |
| 7.  | «El arquero del Rey»                                   | 3:53     |  |
| 8.  | «El arquero del Rey (Parte II)» (Instrumental)         | 1.19     |  |
| 9.  | «El ermitaño»                                          | 4:21     |  |
| 10. | «Pequeño Lombardo»                                     | 5:54     |  |
| 11. | «La danza de Nathaniel» (Instrumental)                 | 3:53     |  |
| 12. | «Fiesta»                                               | 3:56     |  |
| 13. | «El baile del juglar»                                  | 6:57     |  |
| 14. | «Penumbra» (Outro)                                     | 1:50     |  |
| 15. | «La ley de las Hadas (Versión Acústica)» (Pista Extra) | 3:40     |  |
| 16. | «El flautista» (cover de Ñu)                           | 7:08     |  |

- Datos: Q5825165